# دييغو لوبيز (لاعب كرة قدم مواليد 2002)
دييغو لوبيز (بالإنجليزية: Diego Lopez)‏ هو لاعب كرة قدم أمريكي في مركز الهجوم، ولد في 6 يناير 2002 في تشينو في الولايات المتحدة. لعب مع اتلانتا يونايتد 2.

## وصلات خارجية
- دييغو لوبيز (لاعب كرة قدم مواليد 2002) على موقع قاعدة بيانات كرة القدم.إي يو (الإنجليزية)
- دييغو لوبيز (لاعب كرة قدم مواليد 2002) على موقع Soccerway.com (الإنجليزية)